# ENDLESS LOVE (D-SHADEの曲)
「ENDLESS LOVE」（エンドレス・ラブ）は、日本のヴィジュアル系ロックバンド、D-SHADEのメジャー3枚目のシングル。
2021年、ドラムのYUJIが自身のYouTubeチャンネルでセルフカバーを配信。

## 解説
- テレビ朝日系ドラマ『スウィートデビル』挿入歌
- ANB系『少年少女B』エンディングテーマ
- ANB系『金髪先生』エンディングテーマ
- 最大のヒット作品となった。
- 1997年に発売されたインディーズアルバム『DAYS』に収録されている楽曲のリメイク。

## 収録曲
1. ENDLESS LOVE(3:23)
作詞:HIBIKI、作曲:KEN、編曲:D-SHADE
2. I FEEL YOU(4:34)
作詞:HIBIKI、作曲:KEN、編曲:D-SHADE

## 収録アルバム
- インディーズ『DAYS』 (#1、原曲)（1997年8月21日）
- オリジナル『True』（1998年12月23日） - イントロでHIBIKIが歌いだす時にシングル版ではカットされていたブレス音が追加されている。
- オムニバス『20世紀BEST ユニバーサルミュージック篇 Jポップ&ロック・ヒストリーVol.1』（1999年11月03日）
- ベスト『ZERO 〜 Single Collection 〜』（2000年5月31日）
- トリビュートアルバム『CRUSH! -90's V-Rock best hit cover songs-』（2011年1月26日）でLOST ASHがカバー。